# 创新艺人经纪公司
创新艺人经纪公司（英語：Creative Artists Agency）是一家总部位于美国加利福尼亚州洛杉矶市的演艺经纪与体育经纪公司。它被视为在演艺经纪代理领域里最具影响力和占主导地位的公司。 它管理着颇具盛名的一线客户们。截止2016年3月，它共雇佣了1,800名雇员。

## 流行文化
在傑伊·麥克倫尼的短篇小说《如何结束的事业（The Business from How It Ended）》中，主角就是创新艺人经纪公司旗下的编剧。创新艺人经纪公司的总部大厦也出现在視像游戏《湾岸午夜俱乐部：洛杉矶》中。

## 竞争对手

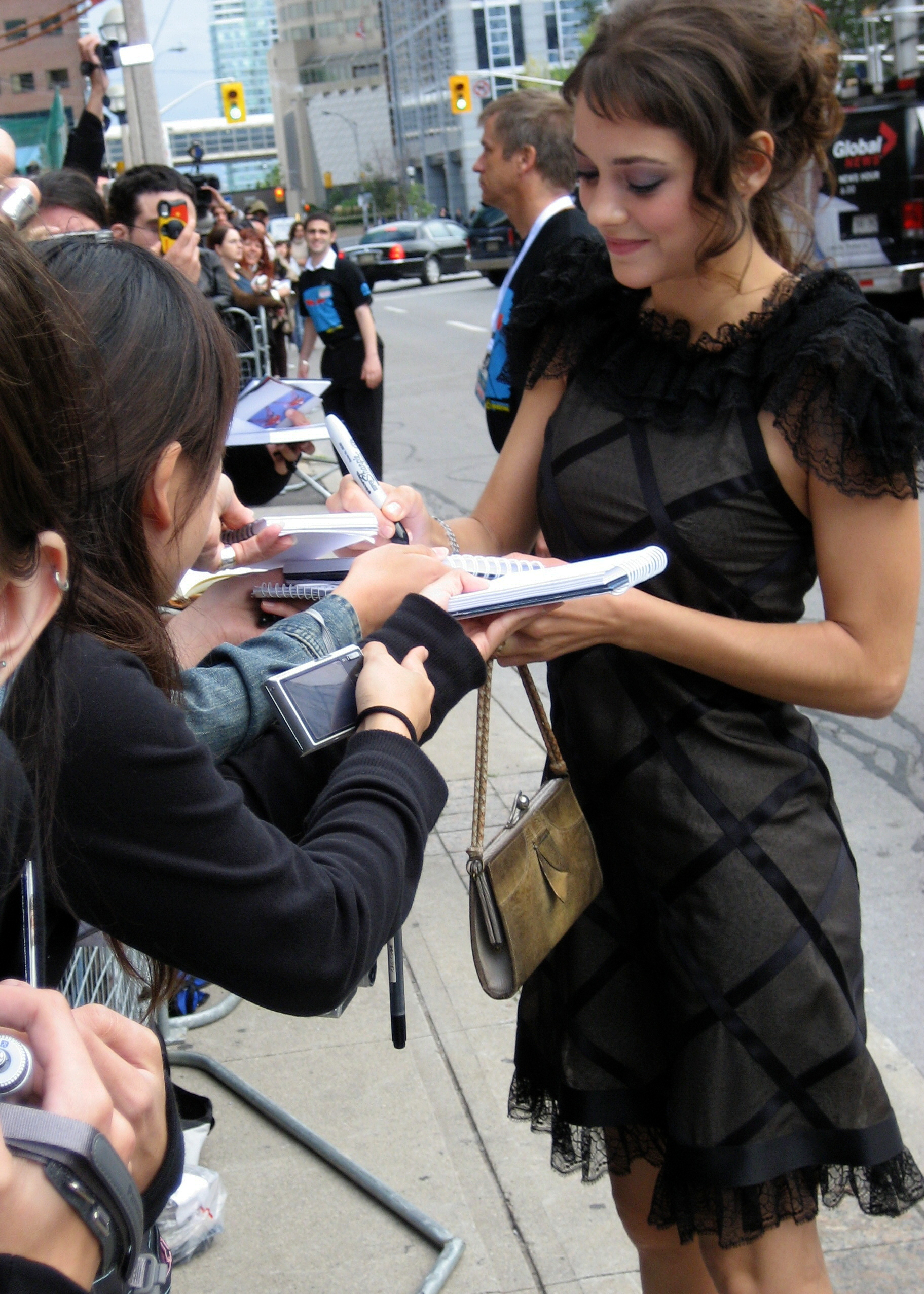
玛丽昂·歌迪亚。

创新艺人经纪公司成立于1975年，是从威廉·莫里斯经纪公司分裂出来。虽然创新艺人经纪公司已处于行业主导地位，但是行业内仍有四、五家巨头级的公司。
2009年，威廉·莫里斯经纪公司与奋进公司合并成为威廉·莫里斯奋进娱乐公司。到了2015年，创新艺人经纪公司与威廉·莫里斯奋进娱乐公司成为行业内的两大巨头。
2014年，威廉·莫里斯奋进娱乐公司以24亿美元收购了时尚与体育经纪管理公司——IMG国际公司。 同年，威廉·莫里斯奋进娱乐公司拥有4,500名雇员，而创新艺人经纪公司只拥有1,500名雇员。 威廉·莫里斯奋进娱乐公司在体育相关客户市场中拥有较大的份额。 两家公司的竞争变得白热化，在一个案例里，威廉·莫里斯奋进娱乐公司在创新艺人经纪公司所在城市投放了一则广告。该广告使用创新艺人经纪公司红白相间的设计，并用同样的字体书写，这是对于创新艺人经纪公司缩写的戏谑。 同时他们之间还会“定期挖走对方的经纪人与客户”来竞争。

## 延伸阅读
- Hein; Kenneth; Benezra; Karen. . Brandweek. 2006-01-16, 47 (3).